# Zilvernitraat
Zilvernitraat (AgNO3) is het zilverzout van salpeterzuur. De stof komt voor als een kleurloze tot witte kristallijne vaste stof, die zeer goed oplosbaar is in water.

## Synthese
Zilvernitraat kan bereid worden door zilver op te lossen in salpeterzuur:
{\displaystyle {\ce {3 Ag + 4 HNO3 -> 3 AgNO3 + 2 H2O + NO}}}
Het stikstofmonoxide (NO) dat hierbij ontstaat, reageert vervolgens weer met dizuurstof uit de lucht tot stikstofdioxide (NO2). Dit is zichtbaar als bruinrode nitreuze dampen.
{\displaystyle {\ce {2 NO + O2 -> 2 NO2}}}

## Eigenschappen en toepassingen
In tegenstelling tot de zilverhalogeniden AgCl, AgBr en AgI is zilvernitraat een goed oplosbaar zout. Wanneer een zilvernitraatoplossing gevoegd wordt bij een oplossing van natriumchloride (NaCl), slaat het slecht oplosbare zilverchloride neer:
{\displaystyle {\ce {Ag+ + Cl^- -> AgCl}}}
Zilvernitraat wordt ook wel helse steen (lapis infernalis) genoemd. Het ziet eruit als kleurloze, heldere kristallen. In contact met de vochtige huid dringt er zilverzout binnen dat daarna door het licht of anti-oxidanten wordt ontleed, zoals veel zilverzouten (zie fotografie) waarbij er, naast salpeterzuur, fijnverdeeld zilver wordt gevormd. De huid kleurt dan grijs of blauw-grijs, een aandoening die ook wel argyrie genoemd wordt. Het vindt in deze vaste vorm nog wel toepassing bij het aanstippen van wratten of wild vlees. Vroeger werd een oplossing van zilvernitraat gebruikt om in oogjes van pasgeborenen te druppelen (methode van Crédé) ter voorkoming van ophthalmia neonatorum. Dit werkt goed, maar als het flesje te lang open had gestaan, werd de oplossing door verdamping weleens te geconcentreerd, wat tot oogschade kon leiden. Deze preventiemethode is daarom verlaten. Omdat zilvernitraat een adstringerende werking heeft, wordt het ook in geneeskunde gebruikt om afscheiding van lichaamsvloeistoffen tegen te gaan.
Het nitraat is de meest gangbare vorm waarin zilver als een oplosbare verbinding wordt verhandeld en in het laboratorium wordt gebruikt.

## Geneeskundige geschiedenis
De eerste publicatie over het gebruik van zilver dateert van 1617, waarbij zilvernitraat onder vaste vorm werd gebruikt. Het kreeg de naam lapis infernalis, verwijzend naar de pijn bij het gebruik van de steen (Klasen, 2000a). Tijdens de 18e eeuw gebruikte men het bij de behandeling van chronische wonden en ulcera, door met de steen in de wonde te wrijven en zo wild vlees te verwijderen. Dit kwam herstel van de wonde ten goede, omdat op die manier de epidermis terug kon dichtgroeien. Johan Nepomuk Rust (Oostenrijk, 1775-1840) ontdekte als een van de eerste dat zilvernitraat ook heilzaam was voor brandwonden. Hij gebruikte hiertoe zilvernitraatoplossing in een concentratie van 0,2 % (Klasen, 2000a). Verder werd zilver veel toegepast bij de behandeling van tetanus en reuma (Atiyeh et al., 2007). Aan het einde van de 19e eeuw werd een zilvernitraatoplossing (2 %) door Carl Credé (Duitsland, 1818-1892) gebruikt om Ophtalmia neonatorum te behandelen (Klasen, 2000a). Tijdens de 20e eeuw gebruikte men zilverpapier en zilvernitraatoplossing om wonden en brandwonden te behandelen en werd zilver tevens gebruikt ter behandeling van gonorroe en verkoudheden (Atiyeh et al., 2007; Klasen, 2000a). Tijdens de Tweede Wereldoorlog moest zilver inboeten aan populariteit door de opkomst van penicilline en sulfonamiden, maar door resistentie-ontwikkeling tegen antibiotica en de publicatie van Moyer in 1965 over gebruik van zilvernitraat bij brandwonden is zilver nooit volledig van het toneel verdwenen (Klasen, 2000a, 2000b).